# Abdoulaye Choua Ali
Pour les articles homonymes, voir Choua.
Abdoulaye Choua Ali, né le 31 juillet 1963 à Fort-Archambault, aujourd'hui Sarh, est un homme politique et député tchadien.